# Oszlop (Ausztria)
Oszlop (németül Oslip, horvátul Uzlop) község Ausztriában, Burgenland tartományban, a Kismartoni járásban.

## Fekvése
Kismartontól 11 km-re keletre fekszik. Alsó- és Felsőoszlopból egyesítették.

## Nevének eredete
Neve a szláv zaslop (= zúgó mögötti hely, itt vízimalom zúgójára vonatkozhatott) szóból származik.

## Története
A kőkorszaktól a római korig folyamatosan lakott település. Árvízvédelmi munkálatok közben a kotrógép egy az i. e. 5800 és 5500 között lakott település alapjaira bukkant. A falutól északra az Eszterházy család szőlőskertjében található vadaspark területén az i. e. 6. évezredben élt vonaldíszes kultúra népének tárgyai kerültek elő. A leletek alapján a település egészen a népvándorlás koráig, a 6. századig lakott volt. a településmaradványok közelében megtalálták a hozzá tartozó temető maradványait is. A római korban itt vezetett át a nevezetes borostyánkő út. A Burgenlandi Tartományi Múzeumban látható egy itt talált római mérföldkő. Az oszlopi kőbánya is használatban volt már a római időkben. Területén egykori vaslelőhely is volt.
A mai települést 1300-ban "Zazlup" néven említik először. Az okiratból kitűnik, hogy ekkor két Oszlop ("duo Zazlup") létezett, tehát a falu Alsó- és Felsőoszlopból állt. Felsőoszlop a mai malom, a minoriták egykori malma környékén, a régi vár közelében, a Ruszti dombvonulat lejtőjén állt. Alsóoszlop  a plébániatemplom környékén állt egyházi tulajdonú falu volt. A két települést később a falu mai főutcája összekötötte. Oszlop régi temploma 1310-ben már állt, a mai templom legrégibb része pedig 1313-ban épült.
Oszlopnak egykor vára is volt, amely a zaszlopi Trockman családé, 1377-ben Szentgyörgyi Tamásé, 1393-tól a Kanizsaiaké, valószínűleg 1430 körül rombolták le, 1486-ban már romokban állt, helye nem ismert.
Egy 1515-ös úrbéri jegyzék szerint a település egy része a kismartoni uradalomhoz tartozott. 1529-ben  és 1532-ben a falut török elpusztította, utána horvátokkal telepítették be, bár a korabeli források szerint már 1527-ben a török elől menekülő horvátok érkeztek ide. 1569-ben, amikor a betelepülés befejeződött az itt élő 67 családból 61 horvát volt. 1605-ben a császárhoz hű települést Bocskai hajdúi dúlták fel, felgyújtották és kirabolták. A 17. századtól a falu az Esterházy család birtoka volt. 1683-ban utolsó bécsi hadjárata során a török újra elpusztította, lakói részben megölte, részben elhurcolta. Újabb szenvedést okozott Oszlopnak a kuruc hadak 1705 és 1709 közötti dúlása. 1713-ban súlyos pestisjárvány sújtotta, mely számos áldozatot követelt. A 19. század közepétől az ország más részeihez hasonlóan itt is gazdasági fellendülés következett.
Vályi András szerint " OSZLOP. Horvát falu Sopron Várm. földes Ura H. Eszterházy Uraság, lakosai katolikusok, fekszik Sopronhoz 2 mértföldnyire, határja terem leg inkább búzát, rozsot, árpát, zabot, pohánkát, jó szőlő hegye van, fája nints."
Fényes Elek szerint " Oszlop, horvát falu, Sopron vmegyében, a Vulka mellett, közel a Fertőhöz, 980 kath. lak., s paroch. templommal. Földei rónán feküsznek és termékenyek. F. u. h. Eszterházy."
Itt nyugszik Esterházy Nepomuk János Veszprém vármegyei főispán, kamarás, mecénás és gyűjtő.
1910-ben 1288, többségben horvát lakosa volt, jelentős német kisebbséggel. A trianoni békeszerződésig Sopron vármegye Kismartoni járásához tartozott. 1921-ben a trianoni és saint germaini békeszerződések értelmében Ausztria része lett. Mindkét világháború számos halálos áldozatot követelt az itt lakóktól. 1945-ben sokat szenvedett a heves harcoktól is. A német tüzérség fehéregyházi és sérci állásaiból intenzíven lőtte az oszlop térségében előretörő szovjet csapatokat. Ennek következtében számos ház megrongálódott. Sok szenvedést hoztak a megszálló szovjet erők gátlástalan túlkapásai is, ez az állapot 1946-ig tartott.
A háború után megindult a házak újjáépítése, az utcák kiépítése, a csatornázás. Iskola és ravatalozó épült. 1984-ben a Ruszti-dombvonulat aljában árvízvédelmi munkák kezdődtek, ugyanebben az évben felépült a kultúrház is. Később új épületet kapott a községi hivatal és a tűzoltóság is.
2001-ben 1323 lakosa volt, ebből 545 német, 19 magyar, 733 horvát, 5 szlovák, 4 cseh, 17 egyéb nemzetiségű.

## Nevezetességei
- A Nagyboldogasszony tiszteletére szentelt római katolikus temploma 14. századi eredetű, a 17. században átalakították, ekkor  épült a tornya is. Belső díszítése 1892-ből való.
- A templom előtti Madonna-oszlop 1688-ban készült.

## Külső hivatkozások
- Oszlop a burgenlandi községek honlapján
- Oszlop az Osztrák Statisztikai Hivatal honlapján
- Oszlop a magyar várak honlapján
- Magyar katolikus lexikon
- Dénes József naplója - Oszlop vára